# Rhyacophila robusta
Rhyacophila robusta là một loài Trichoptera trong họ Rhyacophilidae. Chúng phân bố ở miền Tân bắc.